# 大川真代
大川 真代（おおかわ まよ、1987年11月13日 - ）は、日本のモデル、タレント、元レースクイーン。
滋賀県出身。株式会社SISTERMANAGEMENT所属。愛称は「マヨマヨ」。

## 人物
フィリピン人と日本人のハーフで、英語とタガログ語が堪能である。4人姉妹の長女である。
東海地方を中心にとしてテレビ番組やCMに出演している。2014年12月を以って撮影会モデルは一旦卒業したが、モデル活動自体は継続。その後、2015年10月に撮影会モデルに復帰。

## 出演

### レースクイーン
- 2010 SUPER GT 「パシフィック フェアリーズ」

### テレビ出演
- バリバリ!電波あいどる（2008年10月11日 - 11月15日、中京テレビ） - 番組専属マスコットあいどる
- なるほどプレゼンター!花咲かタイムズ（CBCテレビ）
- アクセる★ビリー!（2009年10月27日、メ〜テレ）
- シアワセ結婚相談所（2010年2月9日、日本テレビ） - 素人のお見合い企画に参加
- Pluspo（2010年10月16日 - 、東海テレビ） - pluspoクラブ（番組リポーター）
- ノブナガ（CBCテレビ） 
アシスタントとして不定期出演。「思い出かけっこ」最終回（2014年12月7日未明放送）では、西木ファビアン勇貫と東山動植物園でデートする映像が流れた[2]

### CM
- TJ天気予報
- アサヒフードアンドヘルスケア「MINTIA」 - ミンティアガールズ47 滋賀県代表

### イベント
- AUTO LEGEND 2014（2014年9月20日 - 9月21日、ポートメッセなごや）レジェンドガールとして出演[3]